# Ericaïta
L'ericaïta és un mineral de la classe dels borats, que pertany al grup de la boracita. Rep el seu nom pel seu color porpra, característic del gènere Erica.

## Característiques
L'ericaïta és un borat de fórmula química Fe₃2+(B₇O13)Cl. Cristal·litza en el sistema ortoròmbic. Es troba en forma de cristalls pseudocúbics, dominats per {100} i modificats per {111}, de fins a 2,2 centímetres. La seva duresa a l'escala de Mohs es troba entre 7 i 7,5. És una espècie dimorfa de la congolita, i és l'anàleg amb Fe2+ de la chambersita i la boracita, espècie amb la que forma una sèrie de solució sòlida.
Segons la classificació de Nickel-Strunz, l'ericaïta pertany a «06.GA - Tectoheptaborats» juntament amb els següents minerals: boracita, chambersita, congolita, trembathita i korzhinskita.

## Formació i jaciments
És un component poc freqüent de dipòsits evaporítics marins. Va ser descoberta l'any 1950 als treballs de Riedel Potash, a Hänigsen, Celle (Baixa Saxònia, Alemanya).